# T18自走榴弾砲
T18自走榴弾砲はアメリカ合衆国の自走砲である。

## 概要
M1戦闘車の車台をベースとしたT3自走榴弾砲の失敗にもかかわらず、M3軽戦車が開発されると、M3軽戦車の車台（シャーシ）をベースとした軽自走榴弾砲（HMC、Howitzer Motor Carriage）の開発が（軽戦車の車台をベースとした軽自走榴弾砲の開発が）、またしても企図された。
そこで、M1E3戦闘車の車台をベースとした「T17自走榴弾砲」の開発計画を経て、本命であるM3軽戦車の車台を使用した近接支援車輌として、1941年10月、兵器委員会は、T18自走榴弾砲の木製モデル（モックアップ）の製造を承認し、さらにその後、軟鋼製の試作車（プロトタイプ）2輌を製造することを決定した。
1941年11月、本車の開発が開始された。
開発と製造は、ファイアストン・タイヤ・アンド・ラバー・カンパニーに委ねられた。
1941年12月26日、T18自走榴弾砲の実物大模型（モックアップ）が発表された。設計完了後に軟鋼製の試作車2両が製造された。
この車両はM3軽戦車の砲塔と車体上部を撤去して車体下部を延長し、固定戦闘室（ケースメート）を備え、戦闘室右側にM1A1 75mm榴弾砲を、M3中戦車から流用したM2 75mm戦車砲用砲架に搭載していた。榴弾砲の取り外しには、ケースメートの後部にあるハッチが使用された。
身動きの取れない、主砲の照準から発射までの間に、敵の37 mm砲に耐えられるよう、鋳造されたケースメートは、前面51 mm、側面32 mmの装甲厚を備えていた。ケースメートの重装甲の重量により車体が前傾していた。ケースメート内に装填手が追加され、乗員3名となった。弾丸は3分の1の1200発に減らされ、砲弾は42発しか戦闘室内に収容できなかった。
1942年5月7日、T18自走榴弾砲の試作車は、アバディーン性能試験場に到着し、試験が行われたが、背の高い戦闘室とフロントヘビーが原因で満足な性能を発揮しなかった。最高時速は56 km/hで、機動性はベースとなったM3軽戦車と同じであった。試験後、戦闘室天板のハッチは2つに増やされた。

しかし、試運転に入る1ヶ月前に本車の運命は既に決まっていた。
1941年11月、新しい軽戦車の生産が計画され、この車両はM4軽戦車と命名され、1942年2月、M5軽戦車に改名された。
1941年12月、ファイアストンは、この新しい軽戦車の車台に適合するように、自走榴弾砲を作り直すよう、命じられた。設計者は、T18自走榴弾砲の3つの問題、即ち、窮屈な戦闘室、換気の悪さ、固定戦闘室の傾斜装甲の不備に対処しようと試みた。
そこで、2つの案が出された。一つは、M5軽戦車の車台上部にオープントップの固定戦闘室を設け、M1A1 75mm榴弾砲を限定旋回式に搭載したT41。もう一つは、M5軽戦車の車体にM1A1 75mm榴弾砲をオープントップの旋回砲塔を載せたT47。
1942年4月、T41とT47の自走榴弾砲の実物大模型（モックアップ）が発表された。T41は、オープントップの戦闘室が可能な限り長くされた。車体前面と一体の戦闘室前面と、戦闘室側面には、傾斜装甲が採用された。砲は戦闘室前面中央やや右寄りに配置され、砲の周囲の防盾が銃弾や弾片から開口部を保護した。操縦手は砲の左側に配置された。しかし、固定戦闘室方式は、戦術的使用の面で柔軟性に欠けると見られ、不採用となり、試作車は製作されなかった。T47は、榴弾砲をオープントップの旋回砲塔内に収め、固定戦闘室を旋回砲塔に置き換えたことで、換気の悪さ、視界の悪さ、射撃時の機動性、限定旋回方式の主砲の命中率の低さや発射速度の遅さ、という諸問題が解決された。
同月、M5軽戦車の車体に、M2 75mm榴弾砲を旋回砲塔方式で搭載する、T47自走榴弾砲（後のM8 75mm自走榴弾砲）の制式化が決定したため、本車の開発は中止された。
後、T18自走榴弾砲の試作車輌はアバディーン性能試験場内で展示状態で保管され、1947年に破壊された。

## 登場作品

### ゲーム
『World of Tanks』
アメリカ自走砲「T18 HMC」として開発可能。
『War Thunder』
アメリカ駆逐戦車（BR1.3）として開発可能。